# Pavlikeni
Pavlikeni (in bulgaro Павликени?) è un comune bulgaro situato nella regione di Veliko Tărnovo di 29 874 abitanti (dati 2009). La sede comunale è nella località omonima.

## Località
Il comune è formato dall'insieme delle seguenti località:
- Pavlikeni (sede comunale)
- Batak
- Butovo
- Bjala Čerkva
- Višovgrad
- Varbovka
- Gorna Lipnica
- Dimča
- Dolna Lipnica
- Dăskot
- Karaisen
- Lesičeri
- Mihalci
- Musina
- Nedan
- Paskalevec
- Patreš
- Rosica
- Slomer
- Stambolovo